# Proces polityczny (politologia)
Proces polityczny – jedna z podstawowych kategorii politologicznych pozwalających na uchwycenie dynamicznego aspektu życia politycznego. Proces polityczny jest rozciągniętą w czasie sekwencją (ciągiem) zachowań i zdarzeń, które powodują zmianę zakłócającą lub przewracającą równowagę systemu politycznego.
W literaturze politologicznej można wyróżnić cztery podejścia do problematyki procesu politycznego.
- Pierwsze z nich utożsamia z systemem politycznym. W myśl tego stanowiska, w życiu politycznym istnieje ciągły proces transformacji żądań płynących od otoczenia systemu politycznego w decyzje polityczne (David Easton). Zdaniem Talcotta Parsonsa proces polityczny obejmuje „interakcyjną wymianę władzy na inne środki”- pieniądze, wpływy, nagrody oraz zbiorową lojalność. Efektem tak rozumianego procesu politycznego jest powstanie, umacnianie, osłabianie lub rozpad wspólnoty politycznej.
- Podejście drugie akcentuje rolę stosunków politycznych między wielkimi grupami społecznymi, stanowiącymi czynnik dynamizacji polityki. Proces polityczny w tym rozumieniu to ciągła zmiana charakteru tych stosunków, które mogą przybierać m.in. postać panowania politycznego, przewodzenia, współpracy, solidarności – konfliktu i walki bądź porozumienia (A. Bonder).
- Podejście trzecie koncentruje się na wymianie informacji i energii pomiędzy jednostkami (grupami społecznymi), a ośrodkami decyzyjnymi. W tym sensie mówi się o politycznej artykulacji interesów – mobilizacji politycznej.
- Podejście czwarte, które utożsamia politykę z procesem decyzyjnym, ujmuje proces polityczny jako sekwencję wydarzeń prowadzącą od konkretnej inicjatywy do konkretnego rozwiązania.

Wszystkie podejścia zakładają, że proces polityczny jest całością złożoną o skomplikowanej strukturze wewnętrznej. W politologii określenie to występuje w różnych kontekstach. Można o procesie decyzyjnym, który dla wielu autorów jest istota polityki. Można też mówić o procesie wyborczym, mając na uwadze ciąg zdarzeń zachodzących między decyzją o ogłoszeniu wyborów a ogłoszeniem ich wyników. Można też mówić o reprezentacji politycznej w kontekście komunikacji między wyborcami a ich przedstawicielami. Cechą wspólną tych określeń jest to, że obejmują zespół zachowań, indywidualnych i zbiorowych, który stanowi pewną ciągłość: od fazy początkowej (zainicjowanie działania) do fazy końcowej (zamierzonej lub niezamierzonej zmiany istniejącego stanu rzeczy – co jest efektem procesu politycznego).